# Ricardo Katza
Ricardo Katza (né le 12 mars 1978 au Cap en Afrique du Sud) est un joueur de football international sud-africain, qui évoluait au poste de défenseur.

## Biographie

### Carrière en sélection
Avec l'équipe d'Afrique du Sud, il a disputé 19 matchs (pour aucun but inscrit) entre 2005 et 2007, et fut notamment dans le groupe des 23 lors de la Gold Cup de 2005 ainsi que lors de la CAN de 2006.